# هارولد موريس كينيدي
هارولد موريس كينيدي (بالإنجليزية: Harold Maurice Kennedy)‏ (و. 1895 – 1971 م) هو محام، وقاض من الولايات المتحدة الأمريكية .